# Climax Entertainment
Climax Entertainment (株式会社クライマックス?, Kabushiki Gaisha Kuraimakkusu) è stata un'azienda sviluppatrice di videogiochi giapponese fondata nel 1990.

## Videogiochi sviluppati
- Shining in the Darkness (co-sviluppato con Camelot Software Planning) (Sega Mega Drive)
- Shining Force (co-sviluppato con Camelot Software Planning) (Sega Mega Drive)
- Landstalker (Sega Mega Drive)
- Lady Stalker (SNES)
- Dark Savior (Sega Saturn)
- Felony 11-79 (PlayStation)
- Time Stalkers (Sega Dreamcast)
- Runabout 2 (PlayStation)
- Virtua Athlete 2K (co-sviluppato con Camelot Software Planning) (Sega Dreamcast)
- Super Runabout: San Francisco Edition (Sega Dreamcast)
- Runabout 3: Neo-Age (PlayStation 2)
- Key of Heaven (PlayStation Portable)
- Tenchi no Mon 2: Busouden (PlayStation Portable)
- Ore no Dungeon (PlayStation Portable)
- Steal Princess (Nintendo DS)
- Dinosaur King (Nintendo DS)
- Oblivion Island: Kanata and the Rainbow Mirror (Nintendo DS)